# Bidevindssejler
Bidevindssejler (Velella) er en slægt af smågopler der lever på overfladen af åbent hav. De eksisterer i det meste af verden. Der er kun en enkelt art i slægten. Det er et polypdyr. De er sjældent mere end 7 centimeter lange. Deres farve er ofte mørkeblå, med et stift sejl på toppen som bruges til fange vinden. Tilsvarende andre vandmand lever de primært af plankton som de fanger via tentakler, som hos bidevindssejlere befinder sig lige nede under vandoverfladen. Deres tentaklers gift er dog harmløs over for mennesker; det er dog stadig en god ide at undgå at røre sit ansigt eller øjne efter berørelse, da deres gift kan forårsage kløe.
Bidevindssejler forekommer primært i varme og tempererede vande i alle verdens oceaner. De lever på vand/luft-grænsefladen med polypper hængende ned omkring en centimeter under vandet. Bådsejlere kan til tider støde på tusindvis af bidevindssejlere på vandoverfladen. 
Bidevindssejlerens små stive sejl fanger og justerer sig i retningen af vinden, hvor sejlet kan fungere som et bæreplan, således at goplen har tendens til at sejle med vinden, som er den eneste måde den bevæger sig på. Dette leder ofte til at tusinder af dem strander på kysterarealer verden over. Der er for eksempel en massestranding om foråret, der opstår langs vestkysten af Nordamerika, fra Britisk Columbia ned til Californien, der begynder i nord og bevæger sig sydpå over flere uger. De har også strandet på vestkysten af Irland.